# Воскари (Потенца)
Воскари (итал. Voscari) је насеље у Италији у округу Потенца, региону Базиликата.
Према процени из 2011. у насељу је живело 30 становника. Насеље се налази на надморској висини од 929 м.